# Hydrotaea xinjiangensis
Hydrotaea xinjiangensis är en tvåvingeart som beskrevs av Ni 1982. Hydrotaea xinjiangensis ingår i släktet Hydrotaea och familjen husflugor. Inga underarter finns listade i Catalogue of Life.